# Jerzy Skrzymowski

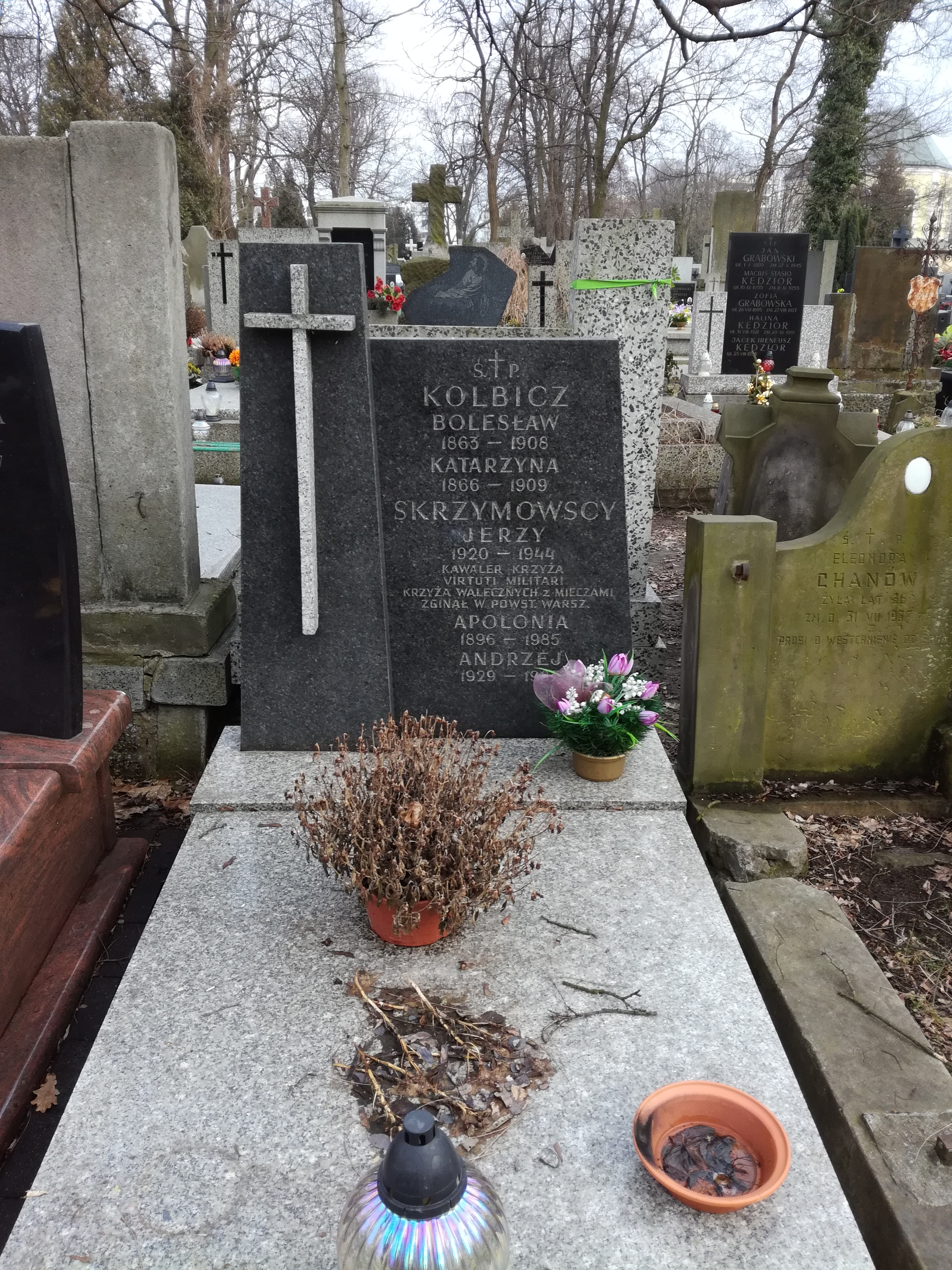
Grób Jerzego Skrzymowskiego na cmentarzu Bródnowskim

Jerzy Skrzymowski ps. „Kostek” (ur. 21 stycznia 1920 w Grodnie, zm. 1 sierpnia 1944 w Warszawie) – podporucznik Wojska Polskiego, żołnierz pułku „Baszta” Armii Krajowej, powstaniec warszawski.

## Życiorys
Syn Stanisława. W 1937 roku ukończył Korpus Kadetów w Rawiczu. Brał udział w kampanii wrześniowej, podczas której dostał się do niewoli niemieckiej. Przebywał między innymi w oflagu Doessel w Westfalii, skąd uciekł w grupie 43 oficerów i 4 szeregowych w nocy z 19 na 20 września 1943 roku. W trakcie pościgu Niemcy pojmali i zamordowali większość żołnierzy; jedynie 10 osób zdołało zbiec – wśród nich był Skrzymowski.
Po udanej ucieczce wrócił do rodzinnego miasta – Warszawy, gdzie włączył się w nurt walki konspiracyjnej w strukturach pułku „Baszta”. Według Ordre de Bataille pułku „Baszta” – stanu na 31 lipca 1944 r. pełnił funkcję adiutanta dowódcy pułku ppłk. Stanisława Kamińskiego ps. „Daniel".
Został przeniesiony na własną prośbę do jednostki liniowej w dniu wybuchu powstania warszawskiego. Znalazł się w batalionie „Olza”, kompania „O 1", jako oficer do zleceń dowódcy batalionu mjr. Witolda Obarskiego-Białynowicza ps. „Reda”.
Poległ 1 sierpnia 1944 roku w trakcie ataku na pozycje niemieckie przy ul. Wołoskiej 3. Został pochowany na cmentarzu Bródnowskim (kw. 15B-4-25).